# Margentarif
Margentarif  ist ein variabler Preis innerhalb eines bestimmten Spielraumes. Diese Tarife werden als Beförderungspreise im Speditionswesen, insbesondere im Güterverkehr verwendet. Es werden Ober- und Untergrenzen vereinbart, die die Teilnehmer der Transportaufträge einhalten müssen.

## Weblink
- http://www.deutsche-aussenpolitik.de/daparchive/dateien/2002/02100.pdf (PDF-Datei; 136 kB)